# 응우옌푹미엔응오
응우옌푹미엔응오(베트남어: Nguyễn Phúc Miên Ngô / 阮福綿𡨂 완복면오, 1831년 6월 9일 ~ 1873년 9월 13일)는 응우옌 왕조의 황족이다. 민망 황제의 54번째 아들로, 생모는 궁인(宮人) 응우옌티즈억(阮氏藥)이다.

## 생애
민망 12년 음력 4월 29일(1831년 6월 9일), 후에 황성에서 태어났다. 어릴 적에 학문을 좋아하였다.
뜨득 5년(1852년) 음력 2월, 계산군공(베트남어: Quế Sơn Quận Công / 桂山郡公)으로 봉해졌다.
뜨득 26년 음력 7월 22일(1873년 9월 13일), 사망하니 향년 43세였다. 시호를 공량(恭亮)이라 하였고, 트어티엔부 흐엉투이현 끄찐총(居正總) 즈엉쑤언사(楊春社)에 장사지냈다. 흐엉짜현 안닌총(安寧總) 안닌트엉사(安寧上社)에 사당을 세우고 제사를 지냈다.

## 자녀
아들 7명과 딸 5명을 두었다. 후예들은 흑(黑) 자부(字部)를 하사받고 그에 따라 이름을 지었다.
- 다섯째 응우옌푹홍딕(阮福洪䵠) - 기외후(畿外侯)를 습봉하였다.

## 참고 문헌
- 《완복족세보(阮福族世譜)》
- 《대남식록》정편(正編) 열전(列傳) 2집(二集) 권7(卷七)